# Gerardo Mayela
Gerardo María Mayela (Muro Lucano, Italia, 6 de abril de 1726 – Caposele, Italia 15 de octubre de 1755) fue un religioso y hermano lego de la Congregación del Santísimo Redentor. Es venerado como santo por la Iglesia católica.
Se busca su intercesión para los niños, los niños no nacidos, las mujeres parturientas, las madres, las mujeres embarazadas, las personas acusadas falsamente, las buenas confesiones, los hermanos legos, y la ciudad de Muro Lucano, Italia.

## Juventud
Mayela nació en Muro Lucano, Italia, en 1726, siendo el menor de cinco hermanos. Nació frágil y sus padres lo hicieron bautizar el mismo día que nació. Era hijo de Benedicta y Domingo Mayela, un sastre que murió cuando Gerardo tenía doce años, dejando a la familia en la pobreza. 
Su madre Benedicta le enseña el inmenso e ilimitado amor de Dios. Gerardo tiene solamente doce años cuando al morir su padre Domingo Mayela, se convierte en el único soporte de la familia. Su madre lo envió con su hermano para que le enseñara el oficio de sastre y que pudiera seguir los pasos de su padre. Tras cuatro años de aprendizaje, justo cuando estaba capacitado para abrir una sastrería propia, entró al servicio del obispo de Lacedonia, permaneciendo al servicio del obispo durante tres años, hasta la muerte de éste. En 1745, a la edad de 19 años, vuelve a Muro Lucano trabajando como sastre, primero como jornalero y luego estableciendo su propio negocio, aunque ganaba ingresos mínimos.
Regala prácticamente casi todo lo que tiene. Pone aparte lo que necesita su madre y sus hermanas y el resto lo da a los pobres. Durante la cuaresma decide asemejarse lo más posible a Cristo. Quiere servir totalmente a Dios y pide ser admitido por los Frailes Capuchinos, pero su petición es denegada. A los veintiún años intenta hacerse ermitaño. Su deseo de ser como Cristo es tal que aprovecha encantado la ocasión de ser protagonista en una representación de la Pasión viviente del Señor en la Catedral de Muro Lucano.

## Inicio con Redentoristas
Los Redentoristas llegan a Muro Lucano en 1749. Gerardo sigue la misión con todo detalle y decide que ésta es la vida que anhela. Pide ser admitido como miembro del grupo, pero el Superior lo rechaza a causa de su salud enfermiza. Cuando éstos están a punto de marcharse de la ciudad, dice Gerardo "Llévenme con ustedes, denme una oportunidad; en fin, me echan a la calle si no valgo". Envían a Gerardo a la comunidad Redentorista de Deliceto con una carta en que dice: "Les mando a otro hermano, que será inútil para el trabajo…"
Gerardo se enamora total y absolutamente de la forma de vida de San Alfonso, el fundador de los Redentoristas, hace su primera profesión el 16 de julio de 1752, y el hecho de que se trate del día en que se celebra el Smo. Redentor le llena de felicidad. Desde aquel día, a excepción de alguna breve visita a Nápoles y del tiempo pasado en Caposele donde morirá, la vida de Gerardo se desarrollará en la comunidad de los redentoristas.
En 1754, su director espiritual le pide que escriba en una cuartilla lo que desea, escribe: "Amar mucho a Dios; estar siempre unido a Dios; hacerlo todo por Dios; amar a todos por Dios; sufrir mucho por Dios: lo único que cuenta es hacer la voluntad de Dios".
Entre sus obras está la de alentar y ayudar a las chicas que quieren entrar en el convento. A menudo se hace incluso cargo de la dote prescrita cuando, de otra forma, una chica pobre no podría ser admitida en una orden religiosa.
Una de las chicas a las que ayuda Gerardo coge aversión al convento y ¿de tres semanas vuelve a casa, decide salvar su propia reputación destruyendo el buen nombre de Gerardo. En una carta que dirige a S. Alfonso, superior de Gerardo, le acusa a éste de pecados de impureza con la joven, hija de una familia en cuya casa Gerardo se hospeda con frecuencia.
Gerardo es llamado por S. Alfonso para que responda a tal acusación. En lugar de defenderse, Gerardo permanece en silencio, siguiendo el ejemplo de su divino Maestro. Ante su silencio, S. Alfonso no puede hacer otra cosa que imponer una severa penitencia al joven religioso. Se le prohíbe a Gerardo el privilegio de comulgar y se le prohíbe también todo contacto con el exterior. Sufre tanto que pide ser relevado del privilegio de ayudar a misa por el miedo que siente ante la vehemencia con que desea recibir la comunión y que pudiera llevarlo a arrancar la hostia consagrada de manos del sacerdote.
Poco tiempo después, la chica enferma gravemente y escribe una carta a S. Alfonso confesando que sus acusaciones contra Gerardo eran falsas. San Alfonso se siente lleno de felicidad al saber que su hijo era inocente. Pero Gerardo, que no se ha dejado abatir durante el tiempo de la tribulación, tampoco salta de gozo ahora ni siquiera cuando llega la hora de su justificación.

## Milagros
Pocos santos son recordados por tantos milagros como los que se le atribuyen a S. Gerardo. 
A menudo cae en éxtasis cuando medita sobre Dios y su santa voluntad. En estos casos, se veía que su cuerpo se elevaba varios centímetros sobre el suelo. Diversos testimonios auténticos revelan que, en más de una ocasión, se le vio y se pudo hablar con él en dos sitios distintos al mismo tiempo, reducir el tamaño de su cuerpo para rezar sin ser visto, restituye la vida a un chico; bendice y multiplica la escasa cosecha de trigo de una familia pobre; multiplica el pan que está distribuyendo a los pobres. Muchas veces Gerardo devela a la gente sus pecados ocultos, haciendo que se arrepientan y hagan penitencia tras recibir el perdón.

## El Santo de las madres

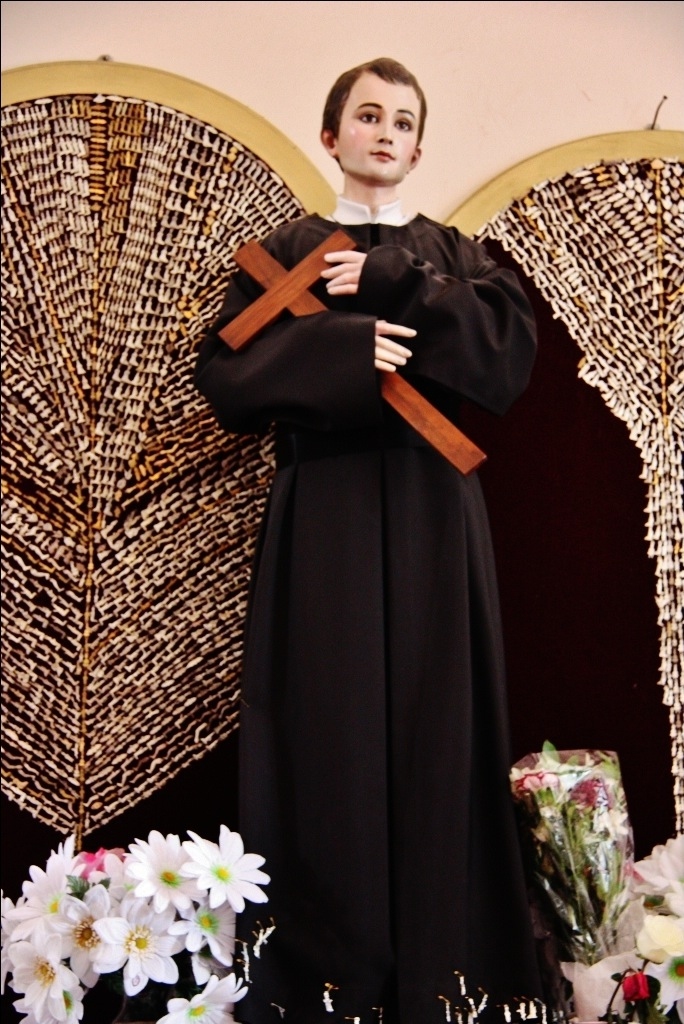
Estatua de Gerardo Mayela en la iglesia de San Francisco de Asís, Acámbaro, México

En el proceso de su beatificación se asegura que Gerardo era conocido como "el santo de los partos felices".
También su milagroso apostolado en favor de las madres da comienzo aún en vida del santo: una chica se encuentra en peligro de muerte durante el parto, se acuerda de las palabras de Gerardo y casi enseguida sale de peligro y da a luz a un perfecto niño. En otra ocasión, una madre pide las oraciones de Gerardo porque está en peligro junto al niño que lleva en su seno. Ambos saldrán sanos y salvos del trance.
Debido a los milagros que se le atribuyen a Gerardo en favor de las madres, en Italia pusieron gran empeño en que se nombrara a S. Gerardo su patrón. Muchos hospitales dedican su departamento de maternidad al santo. A millares de niños se les ha impuesto el nombre de Gerardo por padres convencidos de que, gracias a la intercesión del santo, sus hijos han nacido bien.

## Muerte y santificación
En 1755 le viene una violenta hemorragia junto con disentería y la muerte puede sobrevenirle en cualquier momento, inmediatamente desaparece su enfermedad y abandona el lecho para unirse a la comunidad. Sabe, sin embargo, que esta mejoría es sólo temporal y que le resta poco tiempo de vida, solo algo más de un mes.
Al poco tiempo debe volver al lecho y empieza a prepararse para la muerte. Sobre su puerta pone el siguiente letrero: "Aquí se hace la voluntad de Dios, como Dios quiere y hasta cuando Él quiera". Muere poco antes de la medianoche del 15 de octubre de 1755.
Se cuentan por millares los que se acercan para pasar ante el ataúd del santo y para llevarse un último recuerdo del que tantas veces les ha socorrido. Tras su muerte, se producen milagros en casi toda Italia, todos atribuidos a la intercesión de Gerardo. 
En 1893, el Papa León XIII lo beatifica y el 11 de diciembre de 1904 el Papa Pío X lo canoniza proclamándolo santo de la Iglesia católica.